# Орешец (област Хасково)
Вижте пояснителната страница за други значения на Орешец.
Орешец е село в Южна България. То се намира в община Харманли, област Хасково.

## География
Село Орешец се намира в планински район.

## История
Първите писмени сведения в османски архиви за съществуването на село Орешец (до 1906 г. Козлуджа, на старотурски коз значи орех) датират от 1688 г., когато то е имало около 30 къщи. След Освобождението (1878) е имало около 60 къщи, като жителите му по това време са били около 500.
Част от тогавашните жители на селото са били преселници от съседното село Ефрем (Урумкьой), което до 1922 г. е с предимно гръцко население. През 1870 г. е построена църквата „Св. Константин и Елена“ на мястото на по-стара църква със същото име. През същата година към църквата е основано гръцко училище. До 1882 г. обучението се е водило само на гръцки език, а по-късно на гръцки и български език. Българско училище е оснвано през 1889 г. Преподаването на гръцки език е прекратено окончателно през 1895 г. През 1906 г. след оказан натиск населението преминава от Цариградската патриаршия към Българската екзархия.
До 1922 г. населението на Орешец е било преобладаващо гръцко. В периода 1922–1931 година настъпват големи промени в етническия състав. Голяма част от местните жители, 92 семейства, са принудени да се изселят в Гърция и се установяват в селата Орменион (Чермен), Пиргос (околия Орестиада) и други. В Орешец се заселват няколко десетки семейства на българи, бежанци от Беломорска Тракия (Суфлийско и Дедеагачко).